# کورت نمتس
کورت نمتس (آلمانی: Kurt Nemetz; ۲۱ ژوئیهٔ ۱۹۲۶ – ۶ فوریهٔ ۲۰۰۸) دوچرخه‌سوار اهل اتریش بود.  وی در بازی‌های المپیک تابستانی ۱۹۴۸ و ۱۹۵۲ شرکت کرده است.